# Famille Adelardi
 (novembre 2024).
Si vous disposez d'ouvrages ou d'articles de référence ou si vous connaissez des sites web de qualité traitant du thème abordé ici, merci de compléter l'article en donnant les références utiles à sa vérifiabilité et en les liant à la section « Notes et références ».
La famille Adelardi est une famille de Ferrare du parti des guelfes opposée à la famille des Torelli de Ferrare du parti des gibelins, qui marquèrent l’histoire de la ville au XIIe siècle.

## Guillaume
Guillaume des Adelardi ou Gulielmo degli Adelardi en italien, gouverneur et chef de la faction Guelfe de Ferrare, y partageait l’autorité, d’abord avec Guy (fils de Frédéric de  Saxe), surnommé Salinguerra 1er, puis avec Torello (Salinguerra II) son fils, pendant la guerre de Frédéric Barberousse contre la première ligue lombarde. Les habitants d’Ancône, assiégés en 1173-74, par l’archevêque Christian, lieutenant de Frédéric, implorèrent le secours de Guillaume des Adelardi, et d’Aldrude, comtesse de Bertinoro.

Guillaume engagea tout son patrimoine pour se procurer de l’argent et lever des soldats. Aldrude, demeurée veuve à la fleur de son âge, avait assemblé à Bertinoro une cour brillante, où se réunissaient tous les chevaliers distingués par leur bravoure et leur galanterie ; elle leur proposa la délivrance d’Ancône. Guillaume et Aldrude forcèrent en effet l’archevêque à lever le siège, au moment où les habitants d’Ancône étaient réduits par la famine aux plus horribles extrémités.

Guillaume vit mourir successivement son frère et tous les héritiers mâles de sa famille. Afin que son malheur domestique tournât du moins à l’avantage de sa patrie, il voulut que sa nièce, Marchesella, seule héritière de tous ses biens, épousât le jeune Arriverio Torelli, fils aîné de Salinguerra I de la maison Torelli.
Guillaume fit construire la cathédrale Saint-Georges de Ferrare, consacrée en 1135.

## Marchesella
Marchesella fut confiée par son oncle Guillaume, à l’âge de 7 ans, à Salinguerra Ier pour l’élever dans son palais, espérant ainsi réunir les deux partis par l’alliance des deux familles qui les avaient formés ; mais, à la mort de Guillaume, vers 1184, quelques nobles de Ferrate, du parti des Adelardi, mécontents de Torello (Salinguerra II), appelèrent à leur tête le marquis d’Este ; et, secondé par Pietro Traversari, puissant seigneur de Ravenne, ils enlevèrent la nuit, à main armée, la jeune Marchesella, de la maison de Torello, et la confièrent au marquis Obizzo I d’Este, chef de leur faction, en promesse de mariage avec un descendant de sa famille.

Marchesella épousa Azzo V d'Este et eurent un enfant, Azzolino

## Pour approfondir